# Mesostenus thoracicus
Mesostenus thoracicus är en stekelart som beskrevs av Cresson 1864. Mesostenus thoracicus ingår i släktet Mesostenus och familjen brokparasitsteklar. Inga underarter finns listade i Catalogue of Life.